# Thomas E. Kurtz
Thomas Eugene Kurtz (*  22. Februar 1928 in Oak Park, Illinois; † 12. November 2024) war US-amerikanischer Mathematiker und Informatiker. Bekannt wurde er als Mitentwickler der Programmiersprache BASIC.

## Leben
Kurtz studierte am Knox College mit dem Bachelorabschluss und promovierte 1956 an der Princeton University bei John W. Tukey (An extension of multiple comparisons procedure). Am Dartmouth College, an dem er seit 1956 war, entwickelte er 1963/64 zusammen mit Mary Kenneth Keller und John G. Kemeny unter anderem die Programmiersprache BASIC für ihre Studenten. Die erste Version schrieben sie 1964 und die ersten Programme liefen am 1. Mai auf den Computern in Dartmouth. Außerdem entwickelte er mit Kemeny im selben Zeitraum das Dartmouth Time Sharing System. Mit diesem konnten erstmals mehrere Nutzer gleichzeitig auf Großrechnern arbeiten, indem sie die verfügbare Prozessorzeit aufteilten (Time Sharing).
1966 bis 1975 war er Direktor des Kiewit-Rechenzentrums in Dartmouth und 1975 bis 1978 leitete er das Office of Academic Computing. 1980 bis 1988 leitete er in Dartmouth das Graduierten-Programm in Informatik (Computer and Information Systems Program). Danach konzentrierte er sich wieder auf die Lehre als Professor für Mathematik.
1983 gründete er mit Kemeny die Firma True BASIC Inc., die mit dem gleichnamigen True BASIC eine weiterentwickelte BASIC-Variante vertreibt.
1991 erhielt er den Computer Pioneer Award. 1994 wurde er Fellow der Association for Computing Machinery, 2023 Fellow des Computer History Museum.
Er starb am  12. November 2024 im Alter von 96 Jahren.
Thomas Eugene Kurtz war mit Agnes Seelye Bixler verheiratet, hatte drei Kinder und zum Zeitpunkt seines Todes neun Enkel und 17 Urenkel.

## Schriften
- Basic Statistics. Prentice Hall, 1963
- mit John G. Kemeny: Basic Programming. Wiley, 1967; 1980
- mit John G. Kemeny: Structured Basic Programming. Wiley, 1987
- mit John G. Kemeny & J. Laurie Snell: Computing for a course in finite mathematics. Longman Higher Education, 1985